# 항만 근로자

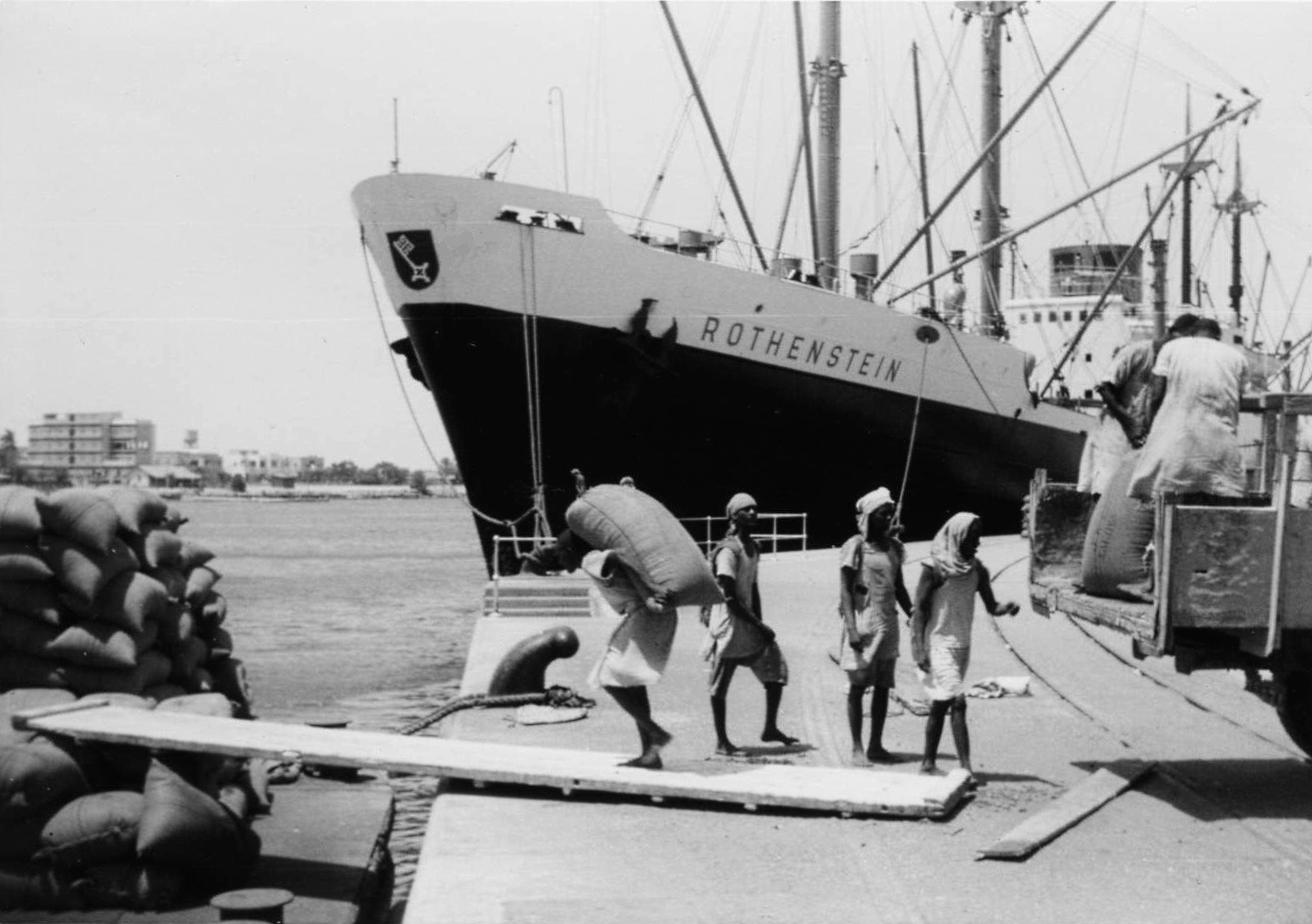
1960년 포트수단의 바지선에 화물을 적재하는 부두 노동자들

항만 근로자, 항만 작업자, 항해업자, 하역업자, 부두 노동자, 도커(docker)는 선박에 짐을 싣고 내리는 해안가 육체 노동자이다.
복합 운송 컨테이너 혁명의 결과로 필요한 부두 작업자 수는 1960년대 이후 90% 이상 감소했다.

## 역사
항만 근로자는 고대부터 존재했다. 해상 무역이 성장하고 현대화됨에 따라 항만 작업자의 역할은 수세기에 걸쳐 크게 발전해 왔다.
- 고대: 페니키아인, 그리스인, 로마인은 모두 카르타고, 아테네, 오스티아와 같은 항구 도시의 배에서 화물을 싣고 내리는 일을 부두 노동자에게 의존했다.
- 중세 시대: 중세 시대에 부두 노동자들은 유럽 무역 네트워크에서 중요한 역할을 했다. 북유럽의 강력한 무역 연맹인 한자 동맹은 뤼베크나 브뤼헤 같은 주요 항구에서 상품을 취급하기 위해 부두 노동자를 고용했다.
- 산업 혁명: 산업 혁명은 증기 동력 선박과 철도를 가져왔고, 이는 무역량을 증가시키고 보다 효율적인 화물 처리의 필요성을 가져왔다. 부두 노동자들은 노동자의 권리를 보호하고 노동 조건을 개선하기 위해 노동조합을 조직했고, 이는 미국에서 국제 항만 노동자 협회(International Longshoremen's Association)와 같은 조직의 형성으로 이어졌다.
- 컨테이너화: 20세기 후반에는 컨테이너화가 도입되었다. 컨테이너화는 상품 운송 방법을 표준화하여 운송 업계에 혁명을 일으켰고, 이로 인해 처리 시간이 빨라지고 효율성이 향상되었다. 항만 작업자 사용은 90% 감소했으며 주로 크레인과 같은 중장비를 작동하는 작업자는 남아 있다. 기술 향상과 무역 조약 자유화로 인해 세계 무역이 급격히 증가했다.

## 같이 보기
- 해사법
- 팀스터